# Ribeira do Adão
A Ribeira do Adão é um curso de água português localizado na freguesia de Praia do Norte, ilha do Faial, arquipélago dos Açores.
Este curso de água tem origem a uma cota de altitude de cerca de 1004 metros de altitude nos contrafortes do Alto do Guarda-Sol.
A sua bacia hidrográfica, procede assim à drenagem de parte dos contrafortes do Alto do Guarda-sol, mas também de parte do Cabeço dos Trinta.
Depois de receber as águas do afluente da Ribeira do Cerrado Novo que tem origem a altitudes que rondam os 924 e os 1000 metros com origem no Alto do Brejo e no numa das Vertentes do Alto do Guarda Sol segue para o Oceano indo desaguar no Oceano Atlântico depois de passar pela localidade da Praia do Norte, no local da Fajã da Praia do Norte, na Baía da Ribeira das Cabras, entre o Porto da Fajã e a Ribeira Funda.